# Cristian Sención
Cristian Emanuel Sención Rodríguez (Montevideo, 28 gennaio 1996) è un calciatore uruguaiano, centrocampista dell'Unión Magdalena.

## Caratteristiche tecniche
È un centrocampista centrale.

## Carriera
Cresciuto nel settore giovanile del Liverpool (M), ha esordito il 20 maggio 2015 in occasione del match di campionato perso 1-0 contro il Villa Teresa.

## Palmarès
- Categoría Primera B: 1

Union Magdalena: 2024